# セントヘレナ (カリフォルニア州)
セントヘレナ（St. Helena）は、アメリカ合衆国カリフォルニア州のナパ郡にある都市。人口は5,438人（2020年）。サンフランシスコ・ベイエリア北部に位置している。

## 歴史
ヨーロッパ人の入植が始まったのは1850年頃である。1876年に町として法人化し「セントヘレナ町」が誕生した。1889年、市に格上げされた。

## 観光
市内には約400の葡萄園があり、ナパ郡のワイン生産の中心地になっている。ナパバレー・ワイントレインのターミナル駅があり観光客を乗せた列車が発着している。

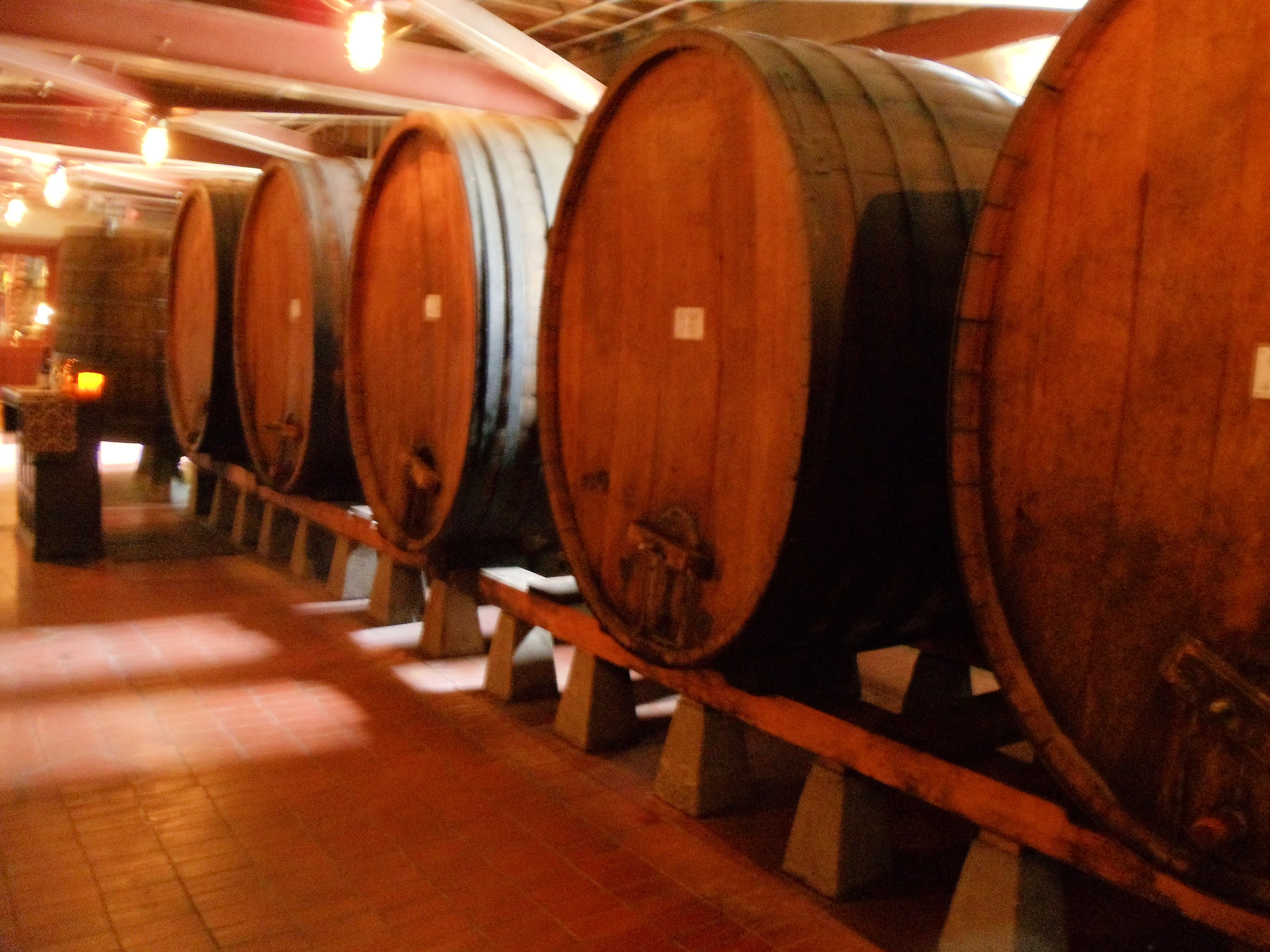
バーリンジャー葡萄園のワインセラー